# Isidro Matute
Isidro Matute (10 de mayo de 1930, Guayaquil-Ecuador) muere el 7 de marzo del 2025 a sus 94 años fue  un exfutbolista ecuatoriano que jugó en equipos como Panamá, Everest, Barcelona y en el América de Cali.  Por su estilo de peinado fue apodado "el copetón".

## Carrera
Matute aprendió a jugar en la calle 6 de Marzo y Luque, en Guayaquil. Jugaba en un equipito que se llamaba Holanda y era de la Liga; luego gracias a su gran amigo Dalton Marriot pasó a Panamá SC, que era la academia local en 1946. En los albores del profesionalismo (1951) jugó en el Everest al lado de Marcos Spencer, Gerardo Layedra, Homero Cruz, Aníbal Marañón, y Eduardo “Bomba atómica” Guzmán.
Posteriormente pasó al Barcelona Sporting Club de Ecuador.
Regresó al Everest en donde jugó en los Campeonatos Ecuatorianos de 1960 y 1961, en los que anotó un gol en cada torneo, casualmente ambos al Macará de Ambato.

## Clubes
| Club        | País    | Año       |
| ----------- | ------- | --------- |
| Panamá      | Ecuador | 1946-1950 |
| Everest     | Ecuador | 1951      |
| U.D. Valdez | Ecuador | 1953      |
| Barcelona   | Ecuador | 1954-1957 |
| Everest     | Ecuador | 1960-1961 |

## Selección
Fue seleccionado ecuatoriano en los Sudamericanos de Santiago (Chile) en 1955 y Lima (Perú) en 1957.
En el torneo de 1955 anotó tres goles; dos de ellos a Perú y uno a Uruguay.